# Mesoclemmys zuliae
Mesoclemmys zuliae là một loài rùa trong họ Chelidae. Loài này được Pritchard mô tả khoa học đầu tiên năm 1984.